# Lebrija (stacja kolejowa)
Lebrija (hiszp, Estación de Lebrija) – stacja kolejowa w miejscowości Lebrija, w prowincji Sewilla, we wspólnocie autonomicznej Andaluzja, w Hiszpanii.
Jest obsługiwana przez pociągi Media Distancia Renfe.

## Położenie stacji
Znajduje się na linii kolejowej Alcázar de San Juan – Kadyks w km 77, na wysokości 48 m n.p.m., pomiędzy stacjami Las Cabezas de San Juan i Aeropuerto de Jerez.

## Historia
Oryginalna stacja została otwarta w 1860 roku jak część linii Sewilla-Jerez de la Frontera przez Compañía de los Ferrocarriles de Sevilla a Jerez y de Puerto Real a Cádiz. W 1879 roku stała się częścią Compañía de los Ferrocarriles Andaluces. W 1936 roku w okresie Drugiej Republiki Hiszpańskiej, przeszła pod zarząd Compañía Nacional de los Ferrocarriles del Oeste. Stan ten trwał do 1941, kiedy nastąpiła nacjonalizacja kolei w Hiszpanii i powstało RENFE.
Od 2013 stacja znajduje się w nowym miejscu, na południe od starej w stronę Kadyksu. Stacja powstała w ramach przebudowy starej linii Sewilla-Kadyks na nową linię AVE.

## Linie kolejowe
- Alcázar de San Juan – Kadyks

## Połączenia
| Linia MD | Pociągi | Z/Do                        |  | Z/Do  |
| -------- | ------- | --------------------------- |  | ----- |
| 65       | MD      | Sevilla Santa Justa Córdoba |  | Cádiz |
| 76       | Avant   | Jaén                        |  | Cádiz |